# Guingamp
Guingampⓘ (bret. Gwengamp) – miejscowość i gmina we Francji, w regionie Bretania, w departamencie Côtes-d’Armor.
Według danych na rok 1999 gminę zamieszkiwało 8008 osób, a gęstość zaludnienia wynosiła 2318 osób/km² (wśród 1269 gmin Bretanii Guingamp plasuje się na 39. miejscu pod względem liczby ludności, natomiast pod względem powierzchni na miejscu 1059.).